# بیمبکی
بیمبکی، روستایی از توابع بخش بشاگرد شهرستان جاسک در استان هرمزگان ایران است.

## جمعیت
این روستا در دهستان جکدان قرار دارد و براساس سرشماری مرکز آمار ایران در سال ۱۳۸۵، جمعیت آن ۴۹ نفر (۷خانوار) بوده‌است.